# Pteropus scapulatus
Pteropus scapulatus е вид бозайник от семейство Плодоядни прилепи (Pteropodidae).

## Разпространение
Видът е разпространен в Австралия и Папуа Нова Гвинея.